# Reprezentacja Islandii w hokeju na lodzie mężczyzn
Reprezentacja Islandii w hokeju na lodzie mężczyzn - od 1992 roku jest członkiem IIHF, jednak swój pierwszy mecz międzypaństwowy rozegrała dopiero siedem lat później, kiedy to zagrali przeciwko reprezentacji Izraela, przegrywając to spotkanie 0:11. Cztery dni po debiutanckim meczu pokonali Turków 3:2. Dotychczas nie wystartowali w zimowych igrzyskach olimpijskich, a na mistrzostwach świata startują od 1999 roku.
Reprezentantem Islandii został m.in. Snorri Sigurbjörnsson.

## Wyniki na Mistrzostwach Świata
- 1999: 40. miejsce (9.miejsce w Grupie D)
- 2000: 38. miejsce (5.miejsce w Grupie D)
- 2001: 38. miejsce (5.miejsce w II dywizji, grupa A)
- 2002: 38. miejsce (5.miejsce w II dywizji, grupa A)
- 2003: 39. miejsce (6.miejsce w II dywizji, grupa B)
- 2004: 41. miejsce (1.miejsce w III dywizji)
- 2005: 39. miejsce (6.miejsce w II dywizji, grupa B)
- 2006: 41. miejsce (1.miejsce w III dywizji)
- 2007: 36. miejsce (4. miejsce w II dywizji, grupa B)
- 2008: 37. miejsce (5. miejsce w II dywizji, grupa B)
- 2009: 35. miejsce (4. miejsce w II dywizji, grupa A)
- 2010: 34. miejsce (3. miejsce w II dywizji, grupa B)
- 2011: 34. miejsce (3. miejsce w II dywizji, grupa B)
- 2012: 32. miejsce (4. miejsce w II dywizji, grupa A)
- 2013: 31. miejsce (3. miejsce w II dywizji, grupa A)
- 2014: 30. miejsce (1. miejsce w II dywizji, grupa A)
- 2015: 33. miejsce (5. miejsce w II dywizji, grupa A)
- 2016: 33. miejsce (5. miejsce w II dywizji, grupa A)
- 2017: 33. miejsce (5. miejsce w II dywizji, grupa A)
- 2018: 34. miejsce (6. miejsce w II dywizji, grupa A)